# Montagnes Intérieures
Les montagnes Intérieures (en anglais : Interior Mountains), parfois appelées chaînons Intérieurs (en anglais : Interior Ranges), sont un ensemble de massifs montagneux dans la moitié septentrionale de la Colombie-Britannique et dans le Sud du Yukon, au Canada. Ils sont situés à l'est de la chaîne Côtière, à l'ouest des Rocheuses canadiennes et au nord du plateau Intérieur. La région est très peu peuplée.

## Subdivisions
- Chaîne des Cassiars
- Chaîne Hazelton
- Chaîne Omineca
- Chaîne Skeena
- Plateau Stikine